# Sisyra elongata
Sisyra elongata är en insektsart som beskrevs av Penny och José Albertino Rafael 1982. Sisyra elongata ingår i släktet Sisyra och familjen svampdjurssländor. Inga underarter finns listade i Catalogue of Life.